# Schaltautomat

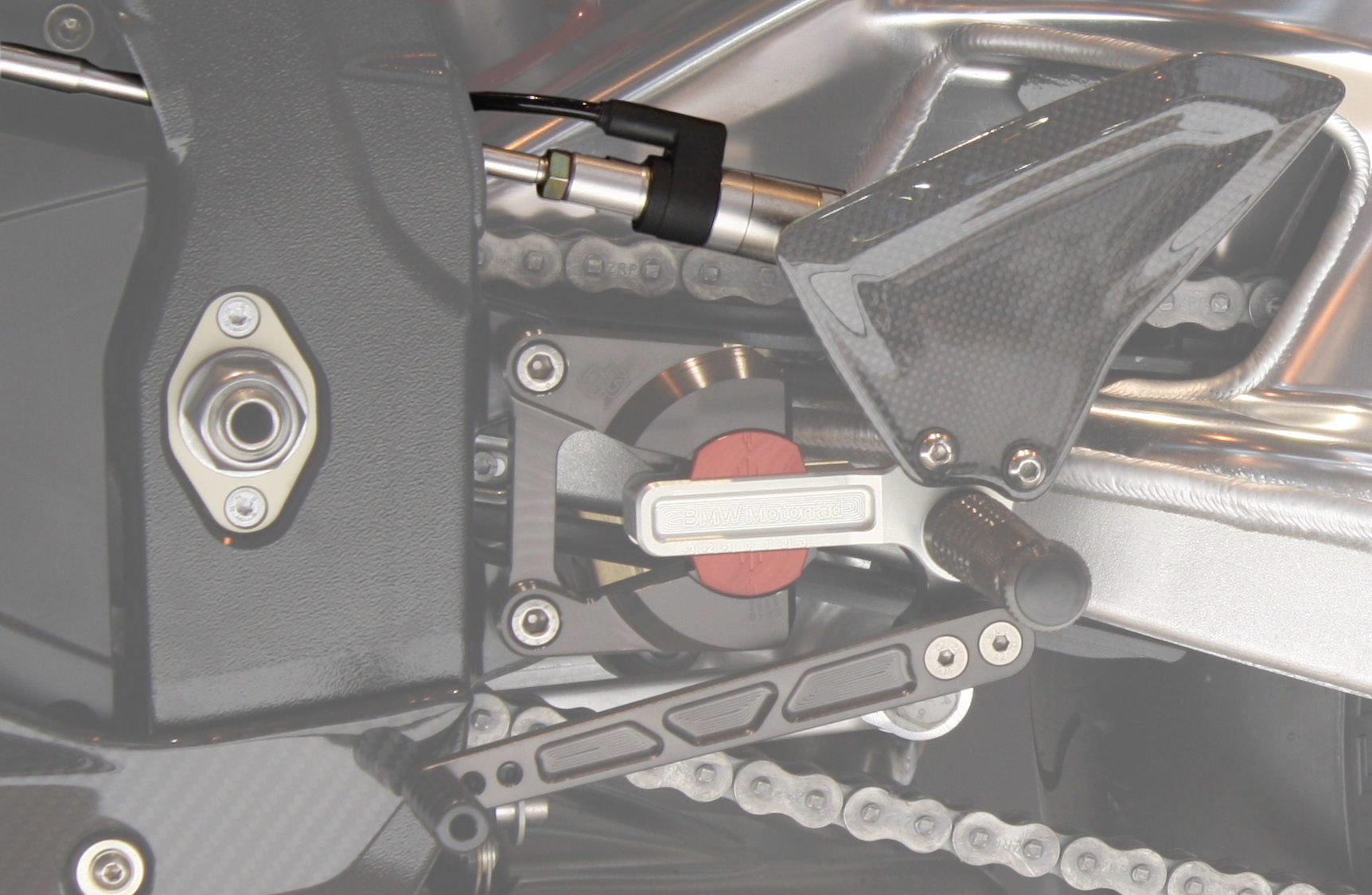
Schaltautomat-Bauteil an einer BMW S 1000

Ein Schaltautomat oder Schaltassistent ist eine aus dem Motorrad- und Kartrennsport stammende Vorrichtung. Mit ihr ist es möglich, bei voller Last (Beschleunigung) ohne Kupplungsbetätigung und/oder Leistungsdrosselung in längere Übersetzungen des Fahrzeuggetriebes hochzuschalten. Eine zusätzliche Funktion oder Vorrichtung, um ebenso in kürzere Übersetzungen herunterzuschalten, nennt man Blipper.

## Funktion
Aus dem Rennsport stammt die Forderung, Schaltvorgänge zu verkürzen, da bei herkömmlichen Schaltungen durch Ziehen der Kupplung Schaltpausen entstehen und damit Zeit verloren geht; außerdem wird durch die Zugkraftunterbrechung ein Störimpuls ins Fahrwerk eingeleitet. Es entstand die Fahrtechnik, beim Beschleunigen ohne Kuppeln zu schalten, dabei wird beim Beschleunigungsvorgang das Gas kurz zurückgenommen, um die Zahnräder zu entlasten, und sogleich in den neuen Gang gewechselt. Allerdings können die Zahnräder, Schaltmuffen und -klauen und der restliche Antriebsstrang dabei stark belastet werden. Um das zu vermeiden, sollte beim Gaswegnehmen lastfrei (bevor die Motorbremswirkung einsetzt) in den Leerlauf gewechselt werden und der neue Gang genau dann eingelegt werden, wenn die Drehzahl von Welle und Zahnrad im Getriebe übereinstimmen, also die Motordrehzahl soweit gesunken ist, dass sie zum höheren Gang passt.
Der Schaltautomat ermöglicht einen sauberen Gangwechsel durch ein Signal an die Steuerelektronik, dies betrifft auch das Wiedereinsetzen der Zündung. Bei Betätigung des Schalthebels wird durch einen Sensor (meist am Schaltgestänge angebaut) ein Signal an das Steuergerät gesendet. Dieses unterbricht die Zündung für einige Millisekunden. Dadurch wird die Last von den Getriebezahnrädern genommen und ein schneller Gangwechsel ohne Kuppeln und Schließen des Gasgriffes ermöglicht. Am sanftesten arbeiten Schaltautomaten bei hohen Drehzahlen. Das bei ausgesetzter Zündung nicht im Zylinder verbrannte Gemisch geht anschließend als Kohlenwasserstoffemission in die Umgebung oder verbrennt und lässt Flammen aus dem Auspuff schlagen.
Seit der Mitte der 2010er Jahre werden bei sportlich orientierten Motorrädern „Schaltassistenten“ ab Werk angeboten, die durch Einflussnahme auf die elektronisch gesteuerten Drosselklappen (Electronic Power Control, „E-Gas“) nicht nur die Zugkraft beim Hochschalten unterbrechen, sondern auch das zum Herunterschalten ohne Kupplung erforderliche Zwischengas beherrschen.

### Sensorik und Steuerung
Moderne Schaltautomaten arbeiten in der Regel mit Sensoren, die in das Schaltgestänge integriert sind. Diese Sensoren erkennen, wann der Fahrer einen Schaltvorgang einleiten möchte, und senden ein Signal an das Steuergerät. Abhängig vom Design des Schaltautomaten kann der Sensor entweder auf Druck- oder Zugbewegungen reagieren. Fortgeschrittene Systeme nutzen Dehnungsmessstreifen (Strain Gauges), um die ausgeübte Kraft präzise zu messen und den optimalen Zeitpunkt für den Gangwechsel zu bestimmen.

### Bidirektionale Schaltautomaten
Neben den herkömmlichen, nur beim Hochschalten aktiven Schaltautomaten gibt es auch bidirektionale Systeme, die sowohl beim Hoch- als auch beim Herunterschalten ohne Kupplungseinsatz arbeiten. Diese Systeme, oft als „Auto-Blipper“ bezeichnet, unterbrechen beim Herunterschalten nicht nur die Zugkraft, sondern ermöglichen auch ein automatisches Zwischengas, um die Drehzahl des Motors anzupassen. Motorräder wie die BMW S1000RR und die Suzuki GSX-R1000/R sind mit solchen bidirektionalen Schaltautomaten ausgestattet, die die Schaltzeiten weiter verkürzen und gleichzeitig den Komfort und die Sicherheit erhöhen.

## Beispiele von Motorrädern mit Schaltautomat
- Aprilia: RSV4, Tuono V4 1100, Tuono 660, RS 660, Rs 125 Replica
- BMW: K 1600 GT / GTL, S 1000 R / RR / XR, R 1200 GS / R / RS / RT / ST, R 1250 GS / RT, F 900 R, F 850 GS, F 750 GS
- Ducati: 899 Panigale, 1199 Panigale, 1299 Panigale, SuperSport 939
- Harley-Davidson: RA1250 Pan America (ab 2022)
- Honda: Fireblade SC77, VFR 800 X RC94, CB 1000 R+ Neo Sports Café, CRF 1000 L, CBR 650 R
- Husqvarna: Vitpilen 701, 701 Supermoto, 701 Enduro (2020), Norden 901 (2021)
- Kawasaki: Z 125
- KTM: 890 Duke R (optional), 790 Duke, 790/890 Adventure (auch R – jeweils optional), 690 SMC-R (2019), 690 Enduro R (2021), 390 Duke (2020, länderabhängig, optional), 1290 Super Duke R
- Moto Guzzi: V100 Mandello S
- MV Agusta: Brutale 800, F3
- Suzuki: GSX-R 1000 R 2019
- Triumph: Street Triple Rx / RS, Speed Triple 1050 S/R Bj. 2016 NN01; Rocket R3 (TFC, R, GT) ab Bj. 2020 (optional erhältlich); Triumph Tiger Rally Pro;
- Yamaha: MT-09, Tracer 900, Tracer 9, MT-10, YZF-R 1